# Zsófia Gubacsi
Zsófia Gubacsi (Boedapest, 6 april 1981) is een voormalig tennisspeelster uit Hongarije. Zij was actief in het proftennis van 1999 tot en met 2007.

## Loopbaan

### Enkelspel
Gubacsi debuteerde in 1996 op het ITF-toernooi van Mallorca (Spanje). Zij stond in 1998 voor het eerst in een finale, op het ITF-toernooi van Horb (Duitsland) – zij verloor van haar landgenote Anna Földényi. Later dat jaar veroverde Gubacsi haar eerste titel, op het ITF-toernooi van Montevideo (Uruguay), door de Argentijnse Clarisa Fernández te verslaan. In totaal won zij zes ITF-titels, de laatste in 2001 in Edinburgh (Schotland).
In 1998 kwalificeerde Gubacsi zich voor het eerst voor een WTA-hoofdtoernooi, op het toernooi van Boedapest. Zij kwam niet voorbij de eerste ronde. Zij stond in 2001 voor het eerst in een WTA-finale, op het toernooi van Casablanca – hier veroverde zij haar enige enkelspeltitel, door de Italiaanse Maria Elena Camerin te verslaan.
Haar beste resultaat op de grandslamtoernooien is het bereiken van de derde ronde, op Roland Garros 2001, waarin ze werd uitgeschakeld door Serena Williams. Haar hoogste positie op de WTA-ranglijst is de 76e plaats, die zij bereikte in april 2002.

### Dubbelspel
Gubacsi debuteerde in 1996 op het ITF-toernooi van Mallorca (Spanje) samen met landgenote Kira Nagy. Zij stond in 1998 voor het eerst in een finale, op het ITF-toernooi van Montevideo (Uruguay), samen met de Argentijnse Mariana López Palacios – hier veroverde zij haar eerste titel, door het Braziliaanse duo Joana Cortez en Eugênia Maia te verslaan. In totaal won zij acht ITF-titels, de laatste in 2006 in San Luis Potosí (Mexico).
In 1997 speelde Gubacsi voor het eerst op een WTA-hoofdtoernooi, op het toernooi van Boedapest, samen met landgenote Petra Mandula. Zij strandden in de eerste ronde. Zij stond in 2001 voor het eerst in een WTA-finale, op het toernooi van Boedapest, samen met de Joegoslavische Dragana Zarić – zij verloren van Tathiana Garbin en Janette Husárová. In 2002 veroverde Gubacsi haar enige WTA-dubbelspeltitel, op het toernooi van Estoril, samen met de Russin Jelena Bovina, door Barbara Rittner en María Vento-Kabchi te verslaan.
Haar beste resultaat op de grandslamtoernooien is het bereiken van de derde ronde, op het Australian Open 2003. Haar hoogste positie op de WTA-ranglijst is de 93e plaats, die zij bereikte in januari 2003.

## Posities op deWTA-ranglijst
Positie per einde seizoen:
| jaar | rang enkelspel | rang dubbelspel |
| ---- | -------------- | --------------- |
| 2007 | 341            | 717             |
| 2006 | 185            | 255             |
| 2005 | 212            | 162             |
| 2004 | 201            | 160             |
| 2003 | 199            | 125             |
| 2002 | 122            | 117             |
| 2001 | 103            | 206             |
| 2000 | 186            | 195             |
| 1999 | 221            | 211             |
| 1998 | 373            | 344             |
| 1997 | 574            | –               |

## Palmares
| Legenda                |
| ---------------------- |
| Grandslamtoernooi      |
| Olympische Spelen      |
| Year-End Championships |
| Tier I                 |
| Tier II                |
| Tier III               |
| Tier IV & V            |

### WTA-finaleplaatsen enkelspel
| nr.              | finale     | toernooi       | ondergrond | tegenstandster      | score         |         |
| ---------------- | ---------- | -------------- | ---------- | ------------------- | ------------- | ------- |
| gewonnen finales |            |                |            |                     |               |         |
| 1.               | 2001-07-29 | WTA Casablanca | gravel     | Maria Elena Camerin | 1-6, 6-3, 7-6 | details |

### WTA-finaleplaatsen vrouwendubbelspel
| nr.              | finale     | toernooi      | ondergrond | partner       | tegenstandsters                    | score         |         |
| ---------------- | ---------- | ------------- | ---------- | ------------- | ---------------------------------- | ------------- | ------- |
| gewonnen finales |            |               |            |               |                                    |               |         |
| 1.               | 2002-04-14 | WTA Estoril   | gravel     | Jelena Bovina | Barbara Rittner María Vento-Kabchi | 6-3, 6-1      | details |
| verloren finales |            |               |            |               |                                    |               |         |
| 1.               | 2001-04-22 | WTA Boedapest | gravel     | Dragana Zarić | Tathiana Garbin Janette Husárová   | 1-6, 3-6      | details |
| 2.               | 2002-04-21 | WTA Boedapest | gravel     | Jelena Bovina | Catherine Barclay Émilie Loit      | 6-4, 3-6, 3-6 | details |

## Resultaten grandslamtoernooien
| Legenda | Legenda                          |
| ------- | -------------------------------- |
| g.t.    | geen toernooi gehouden           |
| l.c.    | lagere categorie                 |
| –       | niet deelgenomen                 |
| G       | uitgeschakeld in de groepsfase   |
| 1R      | uitgeschakeld in de eerste ronde |
| 2R      | uitgeschakeld in de tweede ronde |
| 3R      | uitgeschakeld in de derde ronde  |
| 4R      | uitgeschakeld in de vierde ronde |
| KF      | uitgeschakeld in de kwartfinale  |
| HF      | uitgeschakeld in de halve finale |
| F       | de finale verloren               |
| W       | het toernooi gewonnen            |
| w-v     | winst/verlies-balans             |

### Enkelspel
| Toernooi        | 2001 | 2002 |    | 2005 |
| --------------- | ---- | ---- | -- | ---- |
| Australian Open | –    | 1R   | 1R |      |
| Roland Garros   | 3R   | 1R   | –  |      |
| Wimbledon       | –    | 1R   | –  |      |
| US Open         | 1R   | 1R   | –  |      |

### Vrouwendubbelspel
| Toernooi        | 2003 | 2004 | 2005 |
| --------------- | ---- | ---- | ---- |
| Australian Open | 3R   | 2R   | 1R   |
| Roland Garros   | –    | 1R   | –    |
| Wimbledon       | –    | 1R   | –    |
| US Open         | –    | 1R   | –    |